# Limoges-Fourches
Pour les articles homonymes, voir Limoges (homonymie).
Limoges-Fourches (prononcé [li.mɔʒ fuʁʃ ]) est une commune française située dans le département de Seine-et-Marne en région Île-de-France.

## Géographie

### Localisation
La commune est située à environ  12,4 kilomètres au nord de Melun. Elle est proche de l'aérodrome de Melun-Villaroche.

### Hydrographie

#### Réseau hydrographique

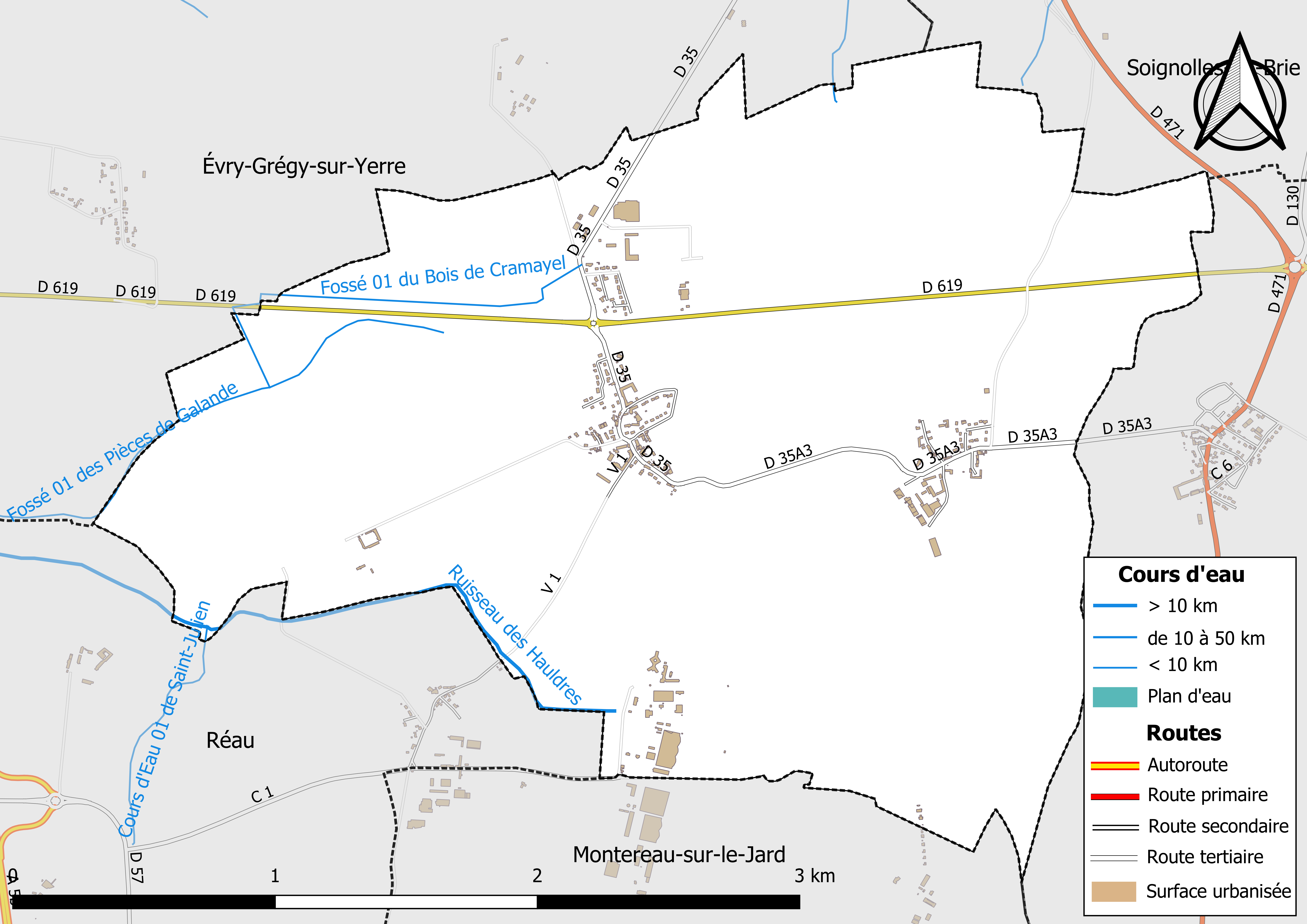
Carte des réseaux hydrographique et routier de Limoges-Fourches.

Le réseau hydrographique de la commune se compose de cinq cours d'eau référencés :
- le ruisseau des Hauldres, 17,14 km[1], affluent de la Seine ;
  - le cours d'Eau 01 de Saint-Julien, 1,00 km[2], et.
  - le fossé 01 des Pièces de Galande, 2,41 km[3], affluents du ruisseau des Hauldres ;
- le fossé 01 de Mardilly, 2,21 km[4], affluent de l’Yerres ;
- le fossé 01 du Bois de Cramayel, canal de 1,79 km[5].

La longueur totale des cours d'eau sur la commune est de 3,87 km.

#### Gestion des cours d'eau
Afin d’atteindre le bon état des eaux imposé par la Directive-cadre sur l'eau du 23 octobre 2000, plusieurs outils de gestion intégrée s’articulent à différentes échelles : le SDAGE, à l’échelle du bassin hydrographique, et le SAGE, à l’échelle locale. Ce dernier fixe les objectifs généraux d’utilisation, de mise en valeur et de protection quantitative et qualitative des ressources en eau superficielle et souterraine. Le département de Seine-et-Marne est couvert par six SAGE, au sein du bassin Seine-Normandie.
La commune fait partie du SAGE « Yerres », approuvé le 13 octobre 2011. Le territoire de ce SAGE correspond au bassin versant de l’Yerres, d'une superficie de 1 017 km2, parcouru par un réseau hydrographique de 450 kilomètres de long environ, répartis entre le cours de l’Yerres et ses affluents principaux que sont : le ru de l'Étang de Beuvron, la Visandre, l’Yvron, le Bréon, l’Avon, la Marsange, la Barbançonne, le Réveillon. Le pilotage et l’animation du SAGE sont assurés par le syndicat mixte pour l'assainissement et la gestion des eaux du bassin versant de l’Yerres (SYAGE), qualifié de « structure porteuse ».

### Climat
Pour des articles plus généraux, voir Climat de l'Île-de-France et Climat de Seine-et-Marne.
En 2010, le climat de la commune est de type climat océanique dégradé des plaines du Centre et du Nord, selon une étude du CNRS s'appuyant sur une série de données couvrant la période 1971-2000. En 2020, Météo-France publie une typologie des climats de la France métropolitaine dans laquelle la commune est exposée à un climat océanique altéré et est dans la région climatique Sud-ouest du bassin Parisien, caractérisée par une faible pluviométrie, notamment au printemps (120 à 150 mm) et un hiver froid (3,5 °C).
Pour la période 1971-2000, la température annuelle moyenne est de 11,2 °C, avec une amplitude thermique annuelle de 15,3 °C. Le cumul annuel moyen de précipitations est de 693 mm, avec 10,9 jours de précipitations en janvier et 7,8 jours en juillet. Pour la période 1991-2020, la température moyenne annuelle observée sur la station météorologique la plus proche, située sur la commune de Montereau-sur-le-Jard à 4 km à vol d'oiseau, est de 11,6 °C et le cumul annuel moyen de précipitations est de 657,9 mm,. Pour l'avenir, les paramètres climatiques de la commune estimés pour 2050 selon différents scénarios d'émission de gaz à effet de serre sont consultables sur un site dédié publié par Météo-France en novembre 2022.
| Mois                                  | jan.             | fév.             | mars             | avril           | mai             | juin           | jui.          | août           | sep.           | oct.            | nov.            | déc.             | année      |
| ------------------------------------- | ---------------- | ---------------- | ---------------- | --------------- | --------------- | -------------- | ------------- | -------------- | -------------- | --------------- | --------------- | ---------------- | ---------- |
| Température minimale moyenne (°C)     | 1,6              | 1,4              | 3,4              | 5,4             | 9               | 12,1           | 13,9          | 13,7           | 10,7           | 8,1             | 4,5             | 2,2              | 7,2        |
| Température moyenne (°C)              | 4,2              | 4,9              | 7,9              | 10,8            | 14,3            | 17,5           | 19,8          | 19,6           | 16             | 12,2            | 7,6             | 4,7              | 11,6       |
| Température maximale moyenne (°C)     | 6,9              | 8,3              | 12,5             | 16,2            | 19,7            | 23             | 25,6          | 25,5           | 21,4           | 16,3            | 10,6            | 7,3              | 16,1       |
| Record de froid (°C) date du record   | −19,8 17.01.1985 | −19,7 14.02.1956 | −10,3 12.03.1958 | −4,6 12.04.1986 | −2,1 07.05.1957 | 1,6 04.06.1975 | 4 08.07.1954  | 3,5 31.08.1986 | 0,4 24.09.1947 | −4,8 29.10.1985 | −9,3 24.11.1998 | −14,8 29.12.1964 | −19,8 1985 |
| Record de chaleur (°C) date du record | 16,9 05.01.1999  | 21,2 24.02.21    | 25,6 25.03.1955  | 29,5 30.04.1994 | 31,6 28.05.17   | 36,8 27.06.11  | 41,9 25.07.19 | 38,9 12.08.03  | 34,4 15.09.20  | 29,4 01.10.1985 | 22,1 07.11.15   | 17,6 07.12.00    | 41,9 2019  |
| Ensoleillement (h)                    | 595              | 829              | 1 429            | 1 882           | 2 163           | 2 261          | 2 347         | 2 253          | 1 804          | 1 185           | 684             | 544              | 17 975     |
| Précipitations (mm)                   | 50,9             | 46               | 46,6             | 48,8            | 61,9            | 58,1           | 59,4          | 54,2           | 54             | 58,5            | 56,3            | 63,2             | 657,9      |

### Milieux naturels et biodiversité
Aucun espace naturel présentant un intérêt patrimonial n'est recensé sur la commune dans l'inventaire national du patrimoine naturel,,.

## Urbanisme

### Typologie
Au 1er janvier 2024, Limoges-Fourches est catégorisée commune rurale à habitat dispersé, selon la nouvelle grille communale de densité à sept niveaux définie par l'Insee en 2022.
Elle est située hors unité urbaine. Par ailleurs la commune fait partie de l'aire d'attraction de Paris, dont elle est une commune de la couronne,. Cette aire regroupe 1 929 communes,.

### Lieux-dits et écarts
La commune compte 38 lieux-dits administratifs répertoriés consultables ici.

### Occupation des sols
L'occupation des sols de la commune, telle qu'elle ressort de la base de données européenne d’occupation biophysique des sols Corine Land Cover (CLC), est marquée par l'importance des territoires agricoles (78,9 % en 2018), en diminution par rapport à 1990 (80,1 %). La répartition détaillée en 2018 est la suivante : 
terres arables (78,9% ), zones industrielles ou commerciales et réseaux de communication (11,5% ), zones urbanisées (5,8% ), forêts (3,7 %).
Parallèlement, L'Institut Paris Région, agence d'urbanisme de la région Île-de-France, a mis en place un inventaire numérique de l'occupation du sol de l'Île-de-France, dénommé le MOS (Mode d'occupation du sol), actualisé régulièrement depuis sa première édition en 1982. Réalisé à partir de photos aériennes, le Mos distingue les espaces naturels, agricoles et forestiers mais aussi les espaces urbains (habitat, infrastructures, équipements, activités économiques, etc.) selon une classification pouvant aller jusqu'à 81 postes, différente de celle de Corine Land Cover,,. L'Institut met également à disposition des outils permettant de visualiser par photo aérienne l'évolution de l'occupation des sols de la commune entre 1949 et 2018.

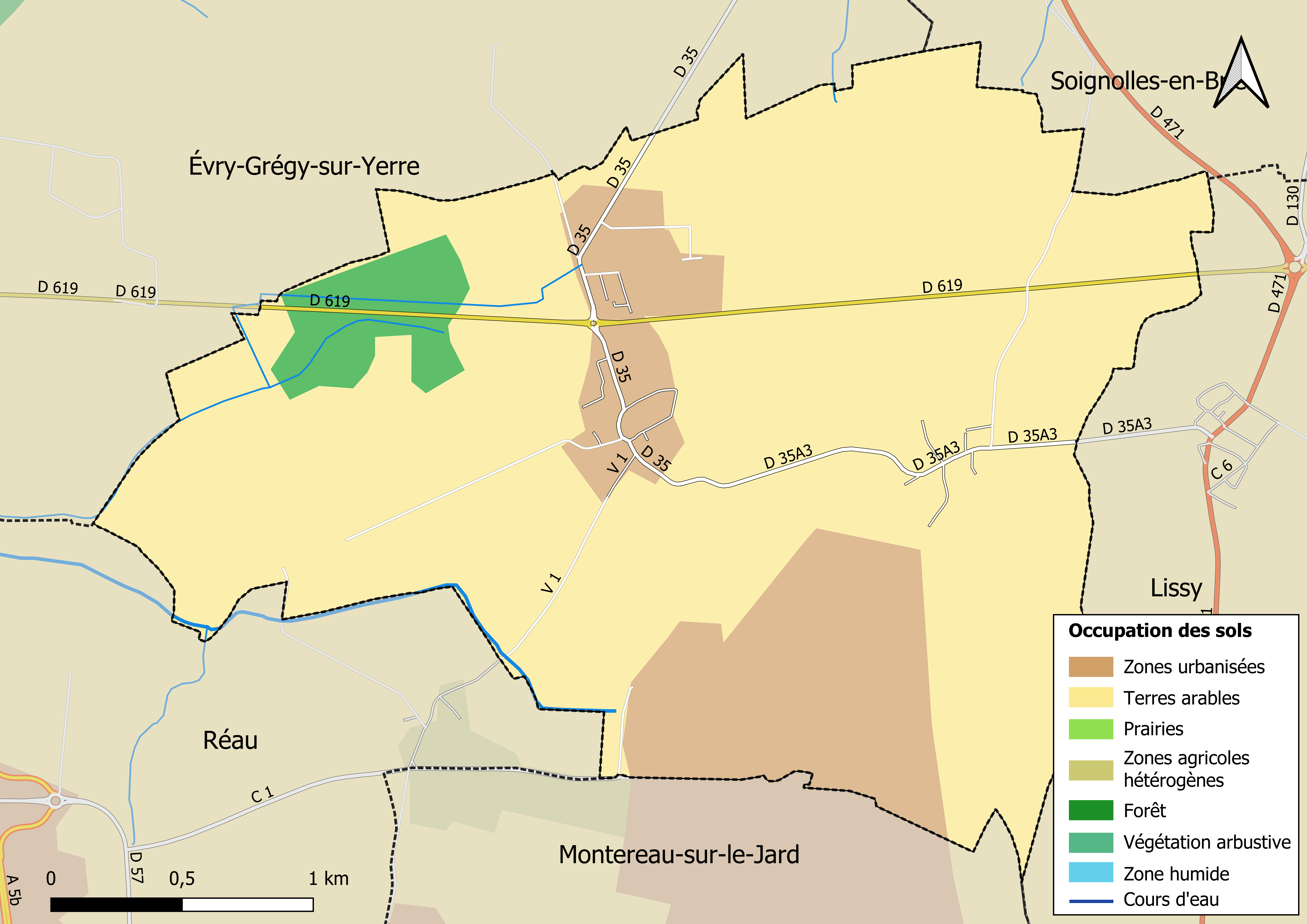
Carte des infrastructures et de l'occupation des sols en 2018 (CLC) de la commune.
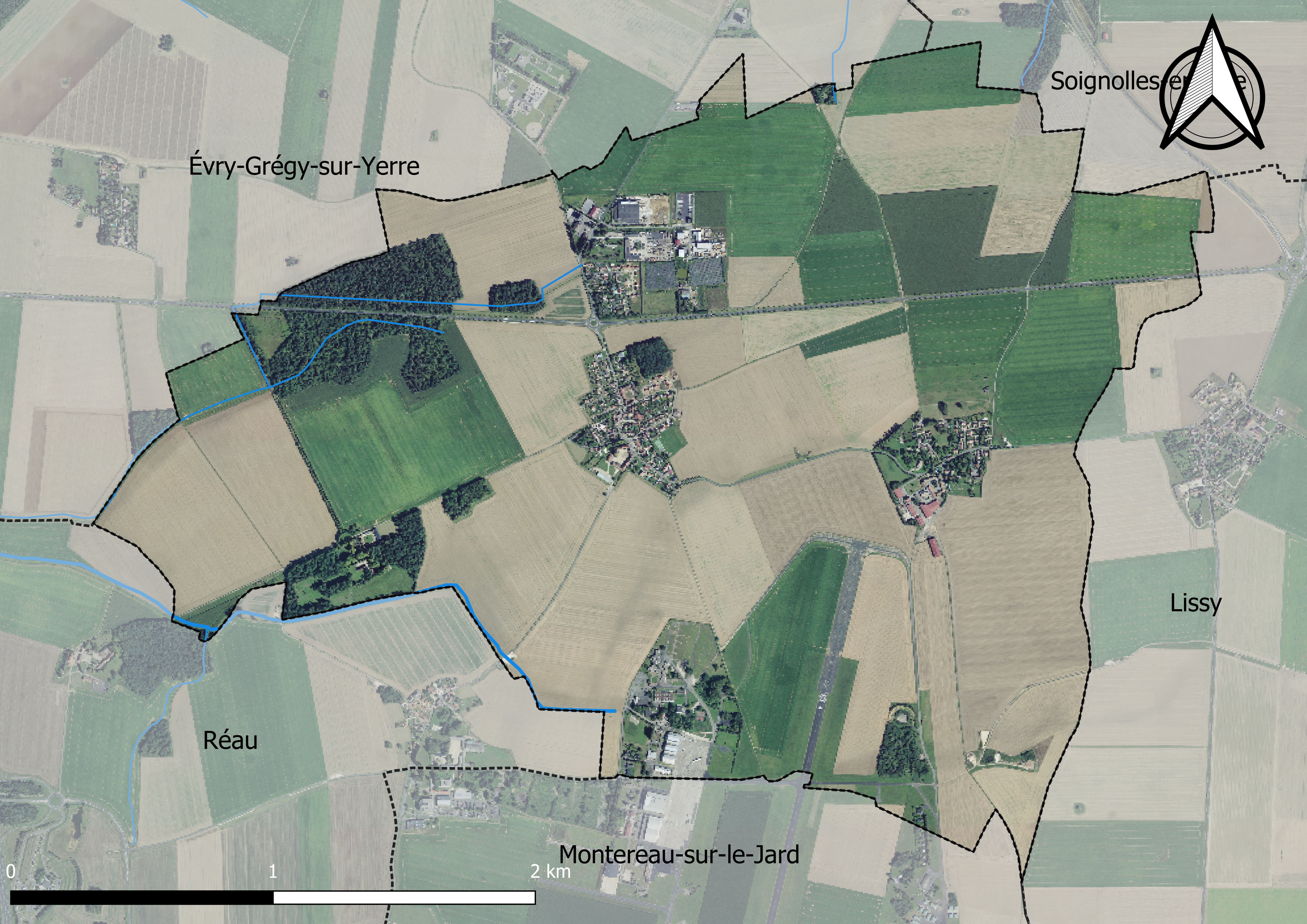
Carte orthophotogrammétrique de la commune.

### Planification
La loi SRU du 13 décembre 2000 a incité les communes à se regrouper au sein d’un établissement public, pour déterminer les partis d’aménagement de l’espace au sein d’un SCoT, un document d’orientation stratégique des politiques publiques à une grande échelle et à un horizon de 20 ans et s'imposant aux documents d'urbanisme locaux, les PLU (Plan local d'urbanisme). La commune est dans le territoire du SCOT Région melunaise, dont l'élaboration a été engagée de 2013 à 2015, puis poursuivie à partir de 2017 sur un périmètre différent et porté par la communauté d'agglomération Melun Val de Seine.
La commune disposait en 2019 d'un plan local d'urbanisme en révision. Le zonage réglementaire et le règlement associé peuvent être consultés sur le Géoportail de l'urbanisme.

### Logement
En 2017, le nombre total de logements dans la commune était de 168 dont 94,3 % de maisons et 5,7 % d'appartements.
Parmi ces logements, 95,8 % étaient des résidences principales, 0,5 % des résidences secondaires et 3,7 % des logements vacants.
La part des ménages fiscaux propriétaires de leur résidence principale s'élevait à 81,4 % contre 15 % de locataires et 3,6 % logés gratuitement.

### Voies de communication et transports

#### Transports
La commune est desservie par la  ligne d'autocars du réseau de bus du Pays Briard No 30A (Tournan-en-Brie – Melun).

## Toponymie
Limoges: Le nom est mentionné sous les formes « Villa que vulgo vocatur Lemovecas cum ecclesia et omnibus appendiciis » vers 1014 ; In villa Limodio au XIe siècle ; Villa de Limogiis en 1138 ; Limogae en 1194 ; Parrochia de Limogiis en 1225 ; Ecclesia de Limogies au XIIIe siècle ; Lymoges en Brye en 1484 ; Limoges en Brie en 1667.
 Du latin limo.
Fourches: Le nom est mentionné sous les formes Villa que dicitur Furcas in comitatu Parisiensi, 1015 ; Villa de Furcis, 1138 ; Apud Furcas in parrochia de Limogiis en 1224 ; Furcae au XIII ; Fourches près Limoges en 1385.
 De furcas (fourche, bifurcation).
Limoges-Fourches : « bourg avec des ormes et des bifurcations ».

## Politique et administration
| Période                                  | Période  | Identité             | Étiquette | Qualité |
| ---------------------------------------- | -------- | -------------------- | --------- | ------- |
| juin 1995                                | en cours | Philippe Charpentier |           |         |
| Les données manquantes sont à compléter. |          |                      |           |         |

## Équipements et services

### Eau et assainissement
L’organisation de la distribution de l’eau potable, de la collecte et du traitement des eaux usées et pluviales relève des communes. La loi NOTRe de 2015 a accru le rôle des EPCI à fiscalité propre en leur transférant cette compétence. Ce transfert devait en principe être effectif au 1er janvier 2020, mais la loi Ferrand-Fesneau du 3 août 2018 a introduit la possibilité d’un report de ce transfert au 1er janvier 2026,.

#### Assainissement des eaux usées
En 2020, la commune de Limoges-Fourches ne dispose pas d'assainissement collectif,.
L’assainissement non collectif (ANC) désigne les installations individuelles de traitement des eaux domestiques qui ne sont pas desservies par un réseau public de collecte des eaux usées et qui doivent en conséquence traiter elles-mêmes leurs eaux usées avant de les rejeter dans le milieu naturel. La communauté d'agglomération Melun Val de Seine (CAMVS) assure pour le compte de la commune le service public d'assainissement non collectif (SPANC), qui a pour mission de vérifier la bonne exécution des travaux de réalisation et de réhabilitation, ainsi que le bon fonctionnement et l’entretien des installations,.

#### Eau potable
En 2020, l'alimentation en eau potable est assurée par la commune qui gère le service en régie,,.

## Population et société
L'évolution du nombre d'habitants est connue à travers les recensements de la population effectués dans la commune depuis 1793. Pour les communes de moins de 10 000 habitants, une enquête de recensement portant sur toute la population est réalisée tous les cinq ans, les populations de référence des années intermédiaires étant quant à elles estimées par interpolation ou extrapolation. Pour la commune, le premier recensement exhaustif entrant dans le cadre du nouveau dispositif a été réalisé en 2008.

En 2022, la commune comptait 599 habitants, en évolution de +26,91 % par rapport à 2016 (Seine-et-Marne : +3,92 %, France hors Mayotte : +2,11 %).
| 1793 | 1800 | 1806 | 1821 | 1831 | 1836 | 1841 | 1846 | 1851 |
| ---- | ---- | ---- | ---- | ---- | ---- | ---- | ---- | ---- |
| 185  | 198  | 209  | 191  | 157  | 176  | 178  | 191  | 204  |

| 1856 | 1861 | 1866 | 1872 | 1876 | 1881 | 1886 | 1891 | 1896 |
| ---- | ---- | ---- | ---- | ---- | ---- | ---- | ---- | ---- |
| 180  | 186  | 179  | 174  | 195  | 203  | 179  | 196  | 182  |

| 1901 | 1906 | 1911 | 1921 | 1926 | 1931 | 1936 | 1946 | 1954 |
| ---- | ---- | ---- | ---- | ---- | ---- | ---- | ---- | ---- |
| 197  | 168  | 155  | 152  | 224  | 234  | 215  | 144  | 203  |

| 1962 | 1968 | 1975 | 1982 | 1990 | 1999 | 2006 | 2008 | 2013 |
| ---- | ---- | ---- | ---- | ---- | ---- | ---- | ---- | ---- |
| 206  | 224  | 214  | 230  | 230  | 297  | 421  | 457  | 454  |

| 2018 | 2022 | - | - | - | - | - | - | - |
| ---- | ---- | - | - | - | - | - | - | - |
| 508  | 599  | - | - | - | - | - | - | - |

## Économie
Beaucoup d'entreprises ont fermé depuis les années 1970. Il ne reste plus aujourd'hui qu'une seule grosse exploitation agricole. En plus de sa mairie et de son église, Limoges-Fourches dispose d'une école.

### Secteurs d'activité

#### Agriculture
Limoges-Fourches est dans la petite région agricole dénommée la « Brie française », (ou Basse-Brie), une partie de la Brie autour de Brie-Comte-Robert. En 2010, l'orientation technico-économique de l'agriculture sur la commune est diverses cultures (hors céréales et oléoprotéagineux, fleurs et fruits).
Si la productivité agricole de la Seine-et-Marne se situe dans le peloton de tête des départements français, le département enregistre un double phénomène de disparition des terres cultivables (près de 2 000 ha par an dans les années 1980, moins dans les années 2000) et de réduction d'environ 30 % du nombre d'agriculteurs dans les années 2010. Cette tendance se retrouve au niveau de la commune où le nombre d’exploitations est passé de 9 en 1988 à 5 en 2010. Parallèlement, la taille de ces exploitations augmente, passant de 111 ha en 1988 à 247 ha en 2010.
Le tableau ci-dessous présente les principales caractéristiques des exploitations agricoles de Limoges-Fourches, observées sur une période de 22 ans : 
|                                      | 1988 | 2000 | 2010  |
| ------------------------------------ | ---- | ---- | ----- |
| Dimension économique,                |      |      |       |
| Nombre d’exploitations (u)           | 9    | 8    | 5     |
| Travail (UTA)                        | 46   | 28   | 14    |
| Surface agricole utilisée (ha)       | 998  | 918  | 1 237 |
| Cultures                             |      |      |       |
| Terres labourables (ha)              | 934  | 872  | 1 183 |
| Céréales (ha)                        | 577  | 531  | s     |
| dont blé tendre (ha)                 | 434  | 409  | 485   |
| dont maïs-grain et maïs-semence (ha) | 123  | 97   | 145   |
| Tournesol (ha)                       | 0    |      |       |
| Colza et navette (ha)                | s    | s    | 86    |
| Élevage                              |      |      |       |
| Cheptel (UGBTA)                      | 100  | 9    | 10    |

## Culture locale et patrimoine

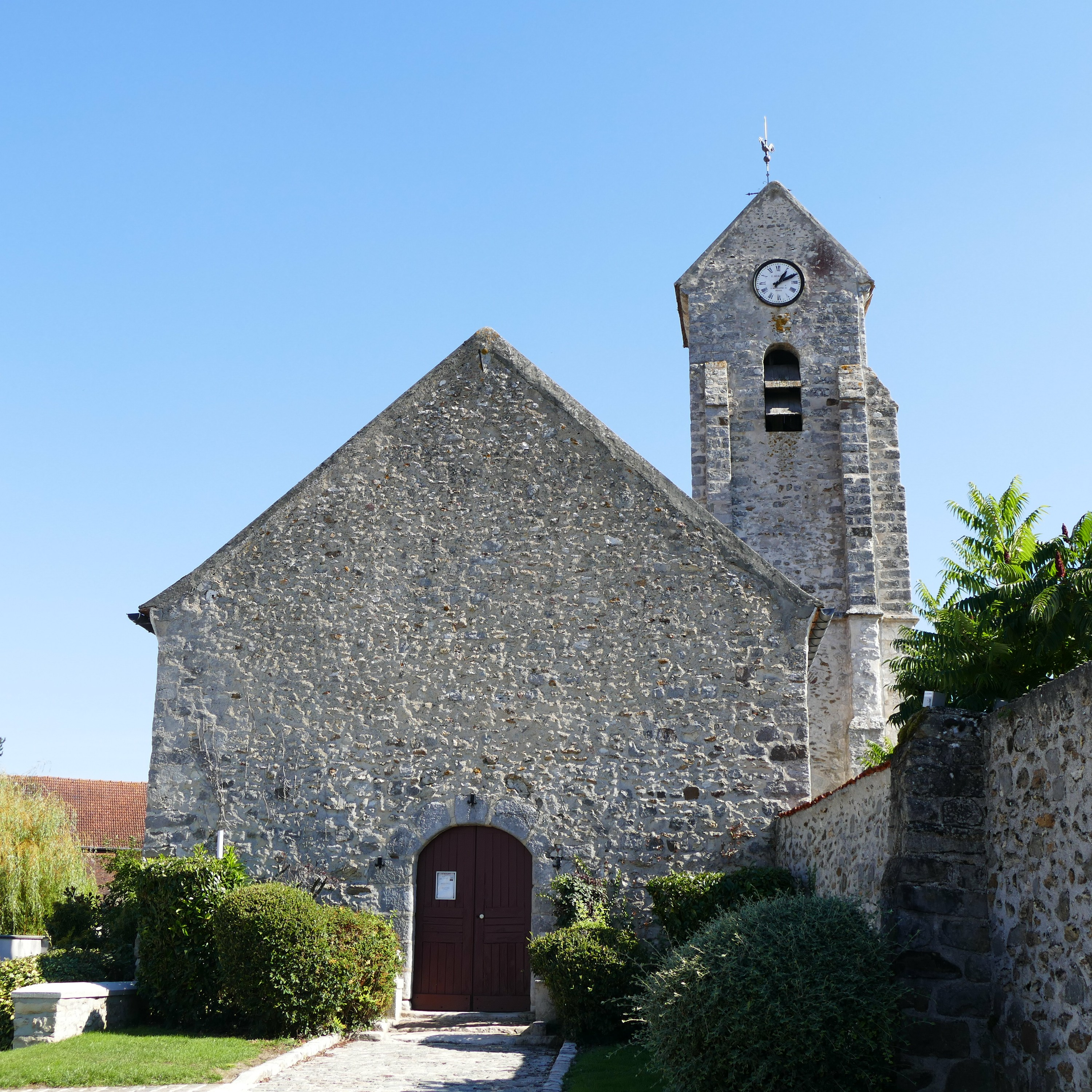
L'église Saint-Médard.

### Lieux et monuments
- Église Saint-Médard.